# Diocesi di Zomba
La diocesi di Zomba (in latino: Dioecesis Zombaënsis) è una sede della Chiesa cattolica in Malawi suffraganea dell'arcidiocesi di Blantyre. Nel 2022 contava 276.000 battezzati su 1.018.000 abitanti. È retta dal vescovo Alfred Chaima.

## Territorio
La diocesi comprende il distretto di Zomba e parte di quello di Machinga nella Regione Meridionale del Malawi.
Sede vescovile è la città di Zomba, dove si trova la cattedrale del Sacro Cuore.
Il territorio è suddiviso in 18 parrocchie.

## Storia
Il vicariato apostolico di Zomba fu eretto il 15 maggio 1952 con la bolla Qui divini di papa Pio XII, ricavandone il territorio dal vicariato apostolico dello Shire (oggi arcidiocesi di Blantyre).
Il 29 aprile 1956 cedette una porzione del suo territorio a vantaggio dell'erezione del vicariato apostolico di Dedza (oggi diocesi).
Il 25 aprile 1959 il vicariato apostolico è stato elevato a diocesi con la bolla Cum christiana fides di papa Giovanni XXIII.
Il 15 maggio 1969 ha ceduto un'altra porzione di territorio a vantaggio dell'erezione della prefettura apostolica di Fort Johnston (oggi diocesi di Mangochi).

## Cronotassi dei vescovi
Si omettono i periodi di sede vacante non superiori ai 2 anni o non storicamente accertati.
- Lawrence Pullen Hardman, S.M.M. † (15 maggio 1952 - 21 settembre 1970 dimesso[1])
- Matthias A. Chimole † (21 settembre 1970 - 20 dicembre 1979 nominato vescovo di Lilongwe)
- Allan Chamgwera (12 febbraio 1981 - 17 gennaio 2004 ritirato)
- Thomas Luke Msusa, S.M.M. (19 dicembre 2003 - 21 novembre 2013 nominato arcivescovo di Blantyre)
- George Desmond Tambala, O.C.D. (15 ottobre 2015 - 15 ottobre 2021 nominato arcivescovo di Lilongwe)[2]
- Alfred Chaima, dal 5 giugno 2023

## Statistiche
La diocesi nel 2022 su una popolazione di 1.018.000 persone contava 276.000 battezzati, corrispondenti al 27,1% del totale.
| anno | popolazione | popolazione | popolazione | presbiteri | presbiteri | presbiteri | presbiteri                | diaconi | religiosi | religiosi | parrocchie |
| anno | battezzati  | totale      | %           | numero     | secolari   | regolari   | battezzati per presbitero | diaconi | uomini    | donne     | parrocchie |
| ---- | ----------- | ----------- | ----------- | ---------- | ---------- | ---------- | ------------------------- | ------- | --------- | --------- | ---------- |
| 1970 | 94.137      | 512.228     | 18,4        | 33         | 4          | 29         | 2.852                     |         | 37        | 45        | 11         |
| 1978 | 109.855     | 556.821     | 19,7        | 36         | 16         | 20         | 3.051                     |         | 27        | 47        | 13         |
| 1988 | 154.557     | 456.913     | 33,8        | 38         | 23         | 15         | 4.067                     |         | 25        | 47        | 13         |
| 1999 | 199.428     | 637.571     | 31,3        | 42         | 33         | 9          | 4.748                     |         | 16        | 50        | 14         |
| 2000 | 204.742     | 652.538     | 31,4        | 42         | 35         | 7          | 4.874                     |         | 15        | 54        | 15         |
| 2001 | 206.314     | 652.538     | 31,6        | 41         | 33         | 8          | 5.032                     |         | 14        | 52        | 15         |
| 2002 | 219.455     | 672.114     | 32,7        | 40         | 32         | 8          | 5.486                     |         | 14        | 55        | 15         |
| 2003 | 224.003     | 677.802     | 33,0        | 44         | 37         | 7          | 5.090                     |         | 12        | 62        | 15         |
| 2004 | 229.345     | 685.541     | 33,5        | 43         | 38         | 5          | 5.333                     |         | 10        | 59        | 15         |
| 2010 | 278.183     | 789.296     | 35,2        | 53         | 40         | 13         | 5.248                     |         | 17        | 71        | 15         |
| 2014 | 232.976     | 822.450     | 28,3        | 42         | 39         | 3          | 5.547                     |         | 12        | 69        | 15         |
| 2017 | 244.120     | 898.930     | 27,2        | 43         | 41         | 2          | 5.677                     |         | 3         | 49        | 15         |
| 2020 | 263.467     | 985.270     | 26,7        | 50         | 42         | 8          | 5.269                     |         | 20        | 38        | 34         |
| 2022 | 276.000     | 1.018.000   | 27,1        | 51         | 45         | 6          | 5.411                     |         | 26        | 46        | 18         |